# ایرلند (ویرجینیای غربی)
ایرلند (به انگلیسی: Ireland) یک منطقهٔ مسکونی در ایالات متحده آمریکا است که در شهرستان لویس، ویرجینیای غربی واقع شده‌است.